# Regina Obadálková
Regina Obadálková (rodným jménem Matalíková; 6. listopadu 1924, Valašské Meziříčí – 5. dubna 1994, Praha) byla česká volejbalistka, která reprezentovala Československo. S jeho ženskou reprezentací získala zlatou medaili na mistrovství Evropy v roce 1955. Má též bronzy z mistrovství světa v letech 1952 a 1960 a stříbro z evropského šampionátu v roce 1958. Zúčastnila se také MS 1956 (4. místo), MS 1962 (5. místo) a ME 1963 (6. místo). Za národní tým nastupovala v letech 1952–1963. Hrála za kluby Sokol (Tatran) Valašské Meziříčí a Tatran Střešovice. S Valašským Meziříčím se dvakrát stala mistryní Československa (1954, 1958). Dalších pět titulů přidala ve střešovickém dresu (1961, 1969, 1970, 1971, 1972). Se Střešovicemi se rovněž dvakrát probojovala do finále Poháru mistryň evropských zemí (1971, 1972). K vrcholovému volejbalu se dostala až ve 25 letech. Nejvyšší soutěž hrála do 48 let. V roce 2001 byla v anketě sportovních novinářů zvolena nejlepší českou volejbalistkou 20. století. Měla přezdívku Ina. Jejím otcem byl známý lidový hudebník Antonín Matalík, autor písně My jsme Valaši. Jejím manželem se stal bývalý zlínský fotbalista a házenkář Emil Obadálek.